# Obóz NKWD nr 179 w Diagilewie
Obóz NKWD nr 179 w Diagilewie pod Riazaniem (Isprawitielno-trudowoj łagier) – obóz NKWD utworzony w czasie II wojny światowej dla internowanych żołnierzy Armii Krajowej.
W kwietniu 1945 skierowano do niego transport 1515 ludzi z obozu NKWD nr 45 w Ostaszkowie. Łącznie przetrzymywano w nim około 3000 oficerów i żołnierzy. Znalazło się tu wielu czołowych dowódców Armii Krajowej i przedstawicieli cywilnych władz Polskiego Państwa Podziemnego: Delegat Rządu na województwo białostockie Józef Przybyszewski, delegat Rządu na województwo lubelskie Władysław Cholewa, płk Kazimierz Tumidajski komendant Okręgu Lublin AK, płk Aleksander Krzyżanowski komendant Okręgu Wilno-Nowogródek AK, Władysław Filipkowski komendant Obszaru Lwów AK, ppłk Franciszek Studziński komendant Okręgu Tarnopol AK, ppłk Stefan Czerwiński komendant Okręgu Lwów AK, gen. bryg. Ludwik Bittner dowódca 9. Dywizji AK, płk Adam Świtalski dowódca 3. Dywizji AK, płk Hieronim Suszyński dowódca 8. Dywizji AK, mjr Tadeusz Sztumberk-Rychter były dowódca 27. Dywizji Wołyńskiej AK, mjr Władysław Kaufman szef Inspektoratu Białystok AK.
29 czerwca 1947 roku 3000 osadzonych tu ludzi rozpoczęło głodówkę protestacyjną. W czasie głodówki zmarł tragicznie płk Kazimierz Tumidajski, zadławiony podczas przymusowego odżywiania przez funkcjonariuszy NKWD.